# Skægmejse
Skægmejse (Panurus biarmicus) er en langhalet mejselignende fugl, der yngler med spredte bestande i rørskove i Eurasien. Den lever om sommeren næstten kun af insekter og om vinteren af frøene fra tagrør. I Danmark er den indvandret i 1960'erne og har ynglet mere eller mindre konstant siden. Den er standfugl og kan yngle i løse kolonier.
Skægmejsen er eneste art i slægten Panurus, der placeres alene i familien Panuridae (skægmejser), der sammen med mange andre sangfuglefamilier er en del af overfamilien Sylvioidea.

## Udseende
Skægmejse en 16,5 centimeter stor spurvefugl, hvoraf halen udgør de 8 centimeter. Hannen er kendetegnet ved at have sort skægstribe, gråt hoved og sort undergump. Hunnen er ensfarvet brunlig. Ungfugle har indtil fældningen, der foregår fra midten af juli til slutningen af oktober, en sort ryg og sorte yderste halefjer.

## Stemme
Kaldet er et karakteristisk tjing, der lyder lidt som to mønter, der slås mod hinanden. På grund af sin skjulte levevis i rørskoven, opdages skægmejsen ofte kun på sin stemme.

## Yngleforhold
Den ret dybe, kurvformede rede placeres lavt mellem gamle tagrør. Første kuld på 5-7 æg lægges omkring månedsskiftet april/maj. Æggene udruges af begge mager i løbet af 12-13 dage. Efter at være blevet fodret af begge forældrefugle i bare 9-12 dage, forlader ungerne reden.
Arten kan leve i løse kolonier og er i stand til at reproducere sig selv hurtigt igen efter hårde vintre, da ungfuglene hurtigt bliver kønsmodne allerede samme år. Den er standfugl, men kan i tilfælde af fødemangel eller stor bestandsstigning udvandre til nye områder.

## Udbredelse
Skægmejse er udbredt i rørskove spredt over Europa og Centralasien, og menes at have bredt sig til Danmark fra hollandske kolonier i 1960'erne. Bestanden i Danmark svinger meget afhængigt af vintrenes strenghed og adgangen til tagrørenes frø. Den yngler f.eks. i Vejlerne i Jylland og på Vestamager nær København.

## Slægtskabsforhold
Skægmejserne har muligvis lærkerne som nærmeste slægtninge i overfamilien Sylvioidea, der bl.a. også omfatter halemejser, sangere og svaler.